# Shijing (Sui-Dynastie)
Das Buch der Speisen (chinesisch 食经 Shíjīng)  von Xie Feng (谢讽) aus der Sui-Dynastie ist ein auch unter dem Namen Xie Feng shijing (谢讽食经 „Xie Fengs Buch der Speisen“) bekanntes Werk. 
Insgesamt sind darin 53 Namen von Gerichten und kleinen Imbissen enthalten, jedoch ohne konkrete Zubereitungsmethoden. Es ist eine wichtige Quelle für die Geschichte der chinesischen Ess- und Trinkkultur und wertvoll für die Erforschung der Küche der Zeit der Sui-Dynastie.
Das Werk ist im zweiten Buch (juan) des aus zwei Büchern (juan) bestehenden Werkes Qingyilu (清异录), Abschnitt Zhuanxiumen (馔羞门), enthalten, einer von Tao Gu (陶谷)(gest. 970) aus der Song-Dynastie zusammengestellten Sammlung von Pinselnotizen hauptsächlich aus Werken der Zeit der Tang-Dynastie und der Fünf Dynastien (die wiederum in der alten Bücherreihe namens Baoyantang miji (宝颜堂秘笈) in der Wanli-Ära der Ming-Zeit gedruckt wurde). 
Ein früher Druck ist die Wanweishantang-Ausgabe (宛委山堂本) der alten Bücherreihe namens Shuofu (说郛).
Das Werk ist zu unterscheiden von dem gleichnamigen Buch der Speisen (Shijing 食经) der Frau Lu (卢氏) aus der Zeit der Nördlichen Wei-Dynastie, einem auch unter dem Namen Cui Hao shijing (崔浩食经 „Cui Haos Buch der Speisen“) bekannten Werk.
Der Titel beider Werke wird im Englischen häufig mit Food Canon übersetzt.